# Nationalpark Bikuar
Der Nationalpark Bikuar (auch Bikuar/Huila-Nationalpark, port. Parque Nacional do Bicuar(i)) ist einer der Nationalparks in Angola. Er liegt im Süden des Landes in der Provinz Huíla auf 1152 bis 1494 m Höhe über dem Meeresspiegel und umfasst 7900 km². Die Angaben zum Jahresniederschlag belaufen sich auf 600 bis 800 mm. Im Südosten des Parkes befinden sich die Stadt Mulondo und das Dorf Tecaza. Während des Bürgerkrieges wurde der Nationalpark von der Bevölkerung besetzt. 2008 konnte die Verwaltungs-Infrastruktur wieder aufgebaut werden.

## Geschichte
Anfang der 1930er Jahre gab es in der Region Huíla die meisten Tierarten und die größten Herden an Wildtieren. Das Gebiet litt daher unter einer intensiven und unkontrollierten Jagd, was zu einer drastischen Reduzierung des Wildbestands führte. Um die Jagd kontrollierbar und nachhaltig zu gestalten, wurde der heutige Nationalpark Bikuar am 16. April 1938 als Jagdreservat gegründet und am 26. Dezember 1964 zum Nationalpark erklärt. Nach der Unabhängigkeit wurden die großen Tierarten erneut stark reduziert. Im Jahr 2016 wurde ein Revitalisierungsprojekt gestartet, um wieder Rotbüffel, die im Park ausgerottet waren, sowie mehr Elefanten, Zebras, Oryxantilopen, Strauße, Impalas und Gnus in den Park zu bringen. Das Vorhaben musste aber wegen finanzieller Probleme eingestellt werden.

## Vegetation und Gewässer
Die Vegetation setzt sich aus Miombo-Wald mit Brachystegia- und Julbernardia-Arten oder Baikiaea auf sandigen Böden, trockenen Dickichten, Flusswald und hügeligen Grassavannen zusammen. Trockenes Grasland findet sich unter anderem entlang des Flusses Mucope. Insgesamt macht Wald 39 % der Parkfläche aus, Strauchland 24 % und Grasland 5 %. Der wichtigste Fluss im Nationalpark ist der Kunene. Zwei Sumpfgebiete dienen Tieren als Wasserstelle.

## Tierwelt

### Säugetiere
Hier kommen 62 Säugetierarten vor, darunter der stark gefährdete Afrikanische Wildhund sowie die gefährdeten Arten Gepard, Flusspferd und Löwe neben der gering gefährdeten Schabrackenhyäne. Außerdem leben im Park Impala, Streifengnu, Tüpfelhyäne, Wasserbock, Klippspringer, Spießbock, Bleichböckchen, Großriedbock, Afrikanischer Büffel, Großer Kudu, Elenantilope, Steppenschuppentier und Mantelpavian sowie Kapotter, Atelerix frontalis, Streifen- und Schabrackenschakal, Karakal, Grüne Meerkatzen, Afrikanische Wildkatze, Moholi-Galago, Buschschliefer, Südafrikanisches Stachelschwein, Serval, Kirk-Dikdik, Löffelhund, Großohr-Riesengalago, Leopard, Springhase, Erdwolf, Steinböckchen, Kronenducker, Buschbock, Steppenzebra, Kaphase, Erdferkel, Sumpfmanguste, Kaokoveld-Schlankmanguste, Schlankmanguste, Südliche Zwergmanguste, Ichneumon, Weißschwanzmanguste, Zebramanguste, Trugmanguste, Honigdachs, Zorilla, Weißnackenwiesel, Afrikanische Zibetkatze, Kleinfleck- und Großfleck-Ginsterkatze, Klippschliefer, Warzen- und Buschschwein, Mosambik-Hase, Elephantulus brachyrhynchus und Elephantulus intufi. Die Pferdeantilope kam vor. In den frühen 1970er Jahren gab es auch noch einen nennenswerten Elefantenbestand; 1977 waren es 5000 Tiere.

### Amphibien und Reptilien
Die Amphibien sind vertreten durch Ptychadena mascareniensis, Ptychadena oxyrhynchus, Tomopterna cryptotis, Tomopterna tuberculosa, Ptychadena ansorgii, Hildebrandtia ornata, Xenopus petersii, Afrana angolensis, Ptychadena grandisonae, Bufo funereus, Bufo gutturalis, Bufo maculatus, Hyperolius benguellensis, Hyperolius cinnamomeoventris, Kassina senegalensis, Leptopelis anchietae, Leptopelis bocagii, Hyperolius parallelus, Hyperolius nasutus, Breviceps adspersus, Phrynomantis bifasciatus, Phrynobatrachus mababiensis, Phrynobatrachus natalensis und Phrynobatrachus parvulus. Außerdem soll es 27 Reptilienarten im Nationalpark geben.

### Vögel
Seit 2001 wird der Bikuar-Nationalpark als Important Bird Area gelistet. Dank eines Parkbesuches im September 1973 und der Aufzeichnungen in Mulondo sind 143 im Nationalpark vorkommende Vogelarten bekannt, die tatsächliche Anzahl dürfte jedoch deutlich höher liegen. Die Verbreitungsgebiete von Lamprotornis mevesii und Lamprotornis australis erstrecken sich bis hierher, Neocichla gutturalis ist im Miombowald des Parkes häufig. Das Vorkommen von Lanioturdus torquatus ist wahrscheinlich, er wurde bisher jedoch nur außerhalb des Bikuar-Nationalparkes im Norden, Süden und Westen gesichtet. Große Greifvögel wie Kappen-, Ohren- und Wollkopfgeier, Gaukler und Savannenadler, in den Wäldern auch Silberadler und Schopfadler, können häufig beobachtet werden. Der Schwalbenschwanzspint brütet nachgewiesenermaßen im Bikuar-Nationalpark. In offenen Waldgebieten ist der Südliche Hornrabe verbreitet, im trockenen Grasland die Savannentrappe (Neotis denhami). Außerdem leben im Park Nectarinia talatala und Macronyx fuellebornii.
Die Feuchtgebiete innerhalb des Bikuar-Nationalparkes beherbergen mindestens 36 Wasservogelarten, was 25 % der Liste ganz Angolas entspricht. Das einzige Vorkommen der Afrikaruderente und der einzige Brutort der Höckerglanzgans in Angola findet sich hier. An Teichrändern ist auch der Stelzenläufer anzutreffen. Es wird vermutet, dass die Weißbart-Seeschwalbe an Teichen entlang des Mucope-Flusses brütet.